# بنزيميدازول
بنزيميدازول هو أحد المركبات العضوية الأروماتية ذات الحلقة غير المتجانسة, ويتم إنتاجه بصفة تجارية كمبيد للطفيليات.